# Refleksionsperiode
Begrebet refleksionsperiode anvendes i person- og familieretten om perioden mellem det tidspunkt, hvor en person anmoder om en given ændring af deres retlige forhold, og tidspunktet hvor personen har mulighed for endeligt at bekræfte sin beslutning hvorefter ændringen effektueres. Hensigten med perioden er at sikre, at personen er sikker på, at de ønsker den pågældende ændring.
Refleksionsperioder er blandt andet blevet anvendt i diverse landes regulering af skilsmisse og i reguleringen af juridisk kønsskifte.

## Juridisk kønsskifte
Visse lande, der lader borgere ændre det køn, som de er registreret under i offentlige registre (juridisk kønsskifte), kræver at der går en vis periode fra, at borgeren fremsætter sin anmodning om ændringen, til at ændringen kan effektueres. Det erklærede formål med sådanne ordninger er, at sikre at borgeren er sikker på, at pågældende ønsker juridisk kønsskifte. Sådanne ordninger er blevet kritiseret for unødigt at forlænge tiden det tager, for personer, der er afklaret med deres kønsidentitet, at få anerkendt deres kønsidentitet juridisk.